# 哈里森鎮區 (愛荷華州李縣)
哈里森鎮區（英語：Harrison Township）是位於美國愛荷華州李縣的一個行政鎮區。

## 地方資料
根據2010年美國人口普查的數據，哈里森鎮區的面積為94.62平方千米，當中陸地面積為94.57平方千米，而水域面積為0.05平方千米。當地共有人口368人，而人口密度為每平方千米3.89人。